# Gert Verheyen
Gert Verheyen (Hoogstraten, 20 de setembro de 1970) é um ex-futebolista e treinador de futebol belga que atuava como atacante. 

## Carreira
Revelado pelo Lierse em 1986, Verheyen jogou pelos De Pallieters até 1988, quando assinou com o Anderlecht, clube onde seu pai, Jan, atuou entre 1971 e 1975. Nos Mauves, o atacante jogou 64 vezes e marcou 3 gols até 1992, levando 2 títulos. Neste ano, foi contratado pelo Club Brugge, pelo qual fez história durante 14 anos.
Pelos Blauw-Zwart, Verheyen disputou 550 partidas (415 na Primeira Divisão belga) e marcou 195 gols, com 16 títulos conquistados (4 Campeonatos Belgas, 4 Copas da Bélgica e 8 Supertaças). Antes, em outubro de 2000, chegou a ser especulada sua transferência para o Ipswich Town, porém as negociações fracassaram. Encerrou sua carreira em 2006, aos 35 anos, e posteriormente virou técnico das categorias de base do Club Brugge, onde permaneceu até 2007. Desde 2013, é o treinador da equipe Sub-19 da Bélgica.

## Seleção Belga
Convocado pela primeira vez em outubro de 1994, Verheyen participou da Eurocopa de 2000 e das Copas de 1998 e 2002, ano em que se despediu da equipe, no jogo contra o Brasil, que derrotou a Bélgica por 2 a 0. Em 8 anos, foram 50 jogos e 10 gols marcados.

## Links
- Perfil no site do Club Brugge (em neerlandês)
- Gert Verheyen em National-Football-Teams.com